# Royal Wedding (phim 1951)
Royal Wedding (tạm dịch:Lễ cưới Hoàng gia) là một bộ phim hài kịch âm nhạc năm 1951 của Metro-Goldwyn-Mayer với sự tham gia của Fred Astaire và Jane Powell, với nhạc của Burton Lane và lời của Alan Jay Lerner. Bộ phim được đạo diễn bởi Stanley Donen; đây là bộ phim thứ hai của ông và là bộ phim đầu tiên mà Stanley tự mình đạo diễn. Bộ phim cũng được phát hành như một nhạc chuông đám cưới ở Vương quốc Anh.
Câu chuyện lấy bối cảnh ở London vào năm 1947 tại thời điểm đám cưới của Công chúa Elizabeth và Philip Mountbatten. Astaire và Powell đóng vai anh chị em trong một bài hát và họ đã nhảy cùng nhau, lặp lại mối quan hệ ngoài đời thực của Fred và Adele Astaire.
Royal Wedding là một trong một số vở nhạc kịch MGM được đưa vào phạm vi công cộng vì họ đã không gia hạn đăng ký bản quyền vào năm thứ 28 sau khi xuất bản.

## Nội dung
Câu chuyện diễn ra xung quanh anh trai, chị gái Tom và Ellen Bowen là những ngôi sao của chương trình Every Night at Seven, và họ đã đạt được thành công ở sân khấu Broadway. Họ được thuyết phục để đưa chương trình tới London, với nội dung nóng hổi chính là đám cưới hoàng gia sắp tới giữa Công chúa Elizabeth (sau là Nữ hoàng Anh) với Philip Mountbatten. 

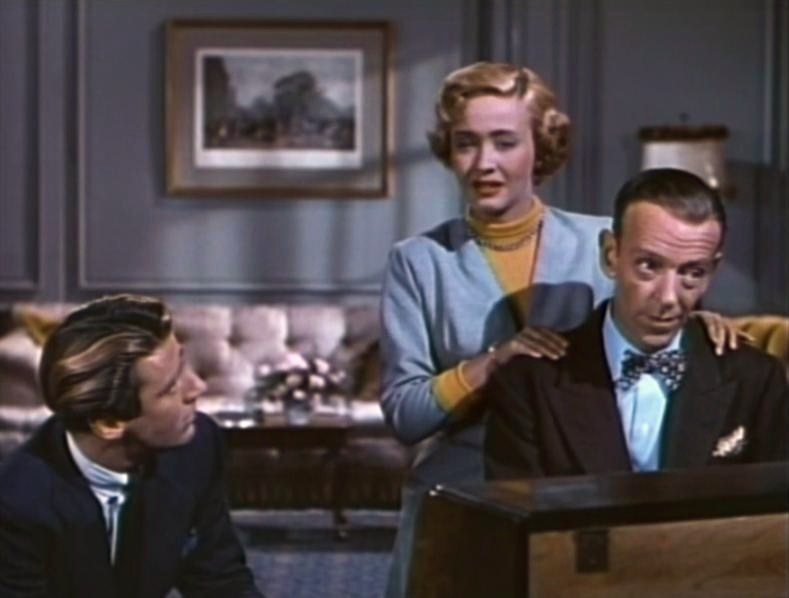
Peter Lawford, Jane Powell và Fred Astaire trong bộ phim

Trên tàu, Ellen gặp và nhanh chóng phải lòng nhân vật John Brindale tuy nghèo khó nhưng lại có quan hệ tốt. Trong khi tham gia chương trình tại London, Tom phải lòng một vũ công mới đính hôn, Anne Ashmond. Tom giúp Anne hòa giải cô và cha mẹ luôn ghẻ lạnh,anh cũng yêu cầu người đại diện tìm ra vị trí vị hôn phu được cho là của Anne ở Chicago - chỉ để tìm ra sự thật rằng anh ta đã kết hôn và do đó Anne có thể tự do làm những gì cô ấy thích.
Cuối cùng, cặp đôi quyết định rằng họ sẽ kết hôn vào ngày hôm đó. Nhờ sự tháo vát của đặc vụ Tom, Edgar Klinger, người biết ai đó trong văn phòng của Tổng Giám mục, người có thể cắt băng đỏ chính thức và cũng tác thành cho cặp đôi Anne và Tom, Ellen và John,họ đã kết hôn vào đúng dịp lễ cưới hoàng gia đang diễn ra.

## Diễn viên
- Fred Astaire trong vai Tom Bowen
- Jane Powell trong vai Ellen Bowen
- Peter Lawford trong vai Lord John Brindale
- Sarah Churchill trong vai Anne Ashmond
- Keenan Wynn trong vai Irving Klinger / Edgar Klinger
- Albert Sharpe trong vai James Ashmond
- Viola Roche trong vai Sarah Ashmond (chưa được công nhận)
- John R. Reilly trong vai Pete Cumberly (chưa được công nhận)

## Sản xuất
Stanley Donen và Jane Powell trên thực tế không phải là một phần của đoàn làm phim và diễn viên gốc của bộ phim; cựu vũ công Charles Walters mới là đạo diễn ban đầu của bộ phim, với June Allyson là bạn diễn của Astaire. Judy Garland sau đó được ký hợp đồng với Ellen, vì sự phản đối của Walters, người đã dành một năm rưỡi đào tạo cô qua bộ phim trước đó của Allyson, Summer Stock. Thay vì lắng nghe sự phản đối của Walters, Arthur Freed đã đưa Donen làm giám đốc; Garland, người trong thời gian diễn tập chỉ làm việc được nửa ngày, bắt đầu xin nghỉ ốm vì việc qiai đoạn quay phim chính sẽ bắt đầu. Điều đó đã thúc đẩy Freed cho cô thay thế Jane Powell, điều này đã khiến MGM hủy hợp đồng của Garland với hãng phim, một hợp đồng đã kéo dài 14 năm.
Giai đoạn quay phim chính diễn ra vào năm 1950, từ ngày 6 tháng 7 đến ngày 24 tháng 8; việc chụp lại diễn ra vào giữa tháng Mười.
Cảnh có bài hát "You're All the World to Me" được quay bằng cách dựng một bộ bên trong một cái thùng quay và gắn máy ảnh và người điều khiển nó vào một cái bàn ủi có thể xoay cùng với căn phòng. Astaire nhảy múa trong cái thùng đặt như thể anh ấy đang thực sự nhảy múa trên tường và trần nhà. Cảnh này được lấy cảm hứng từ bài hát của Lionel Richie, Dancing on the Bare với video âm nhạc có Richie thực hiện cùng một điệu nhảy trong phòng như một sự tôn vinh dành cho Astaire.

## Những bài hát và điệu nhảy đáng chú ý

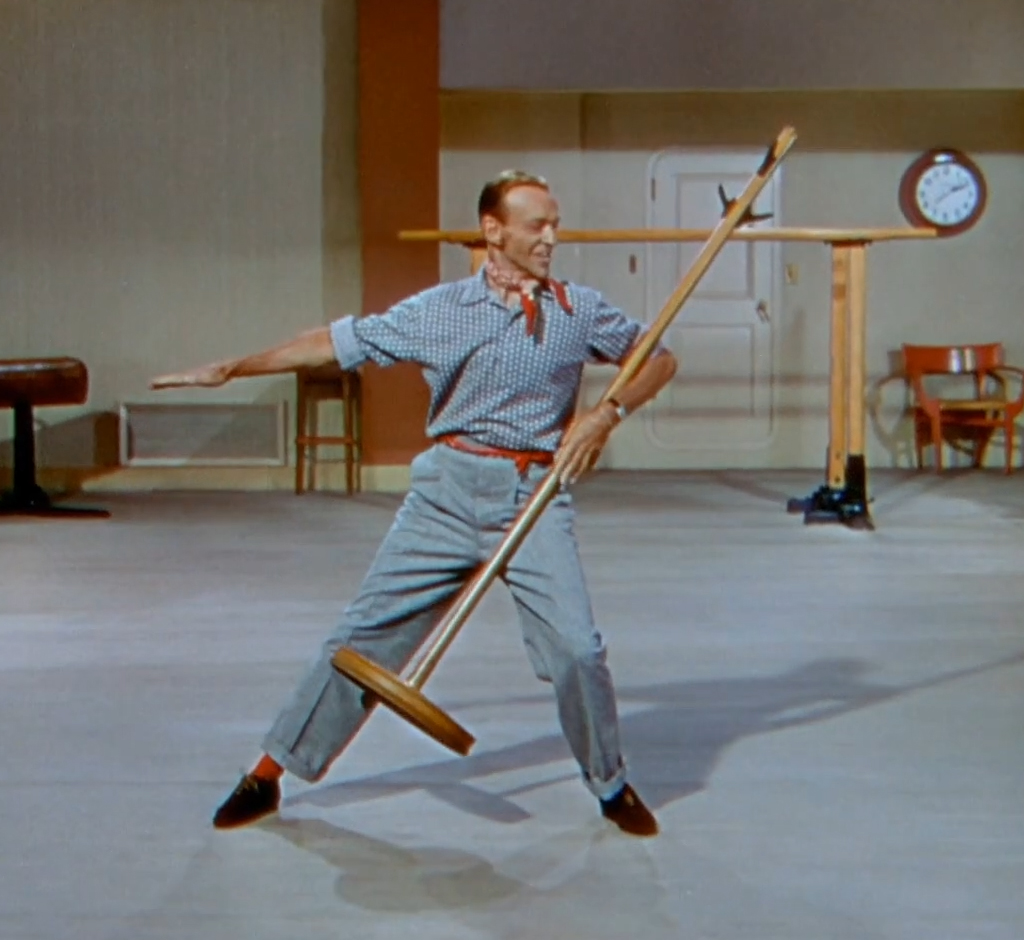
Astaire trong "Sunday Jumps"

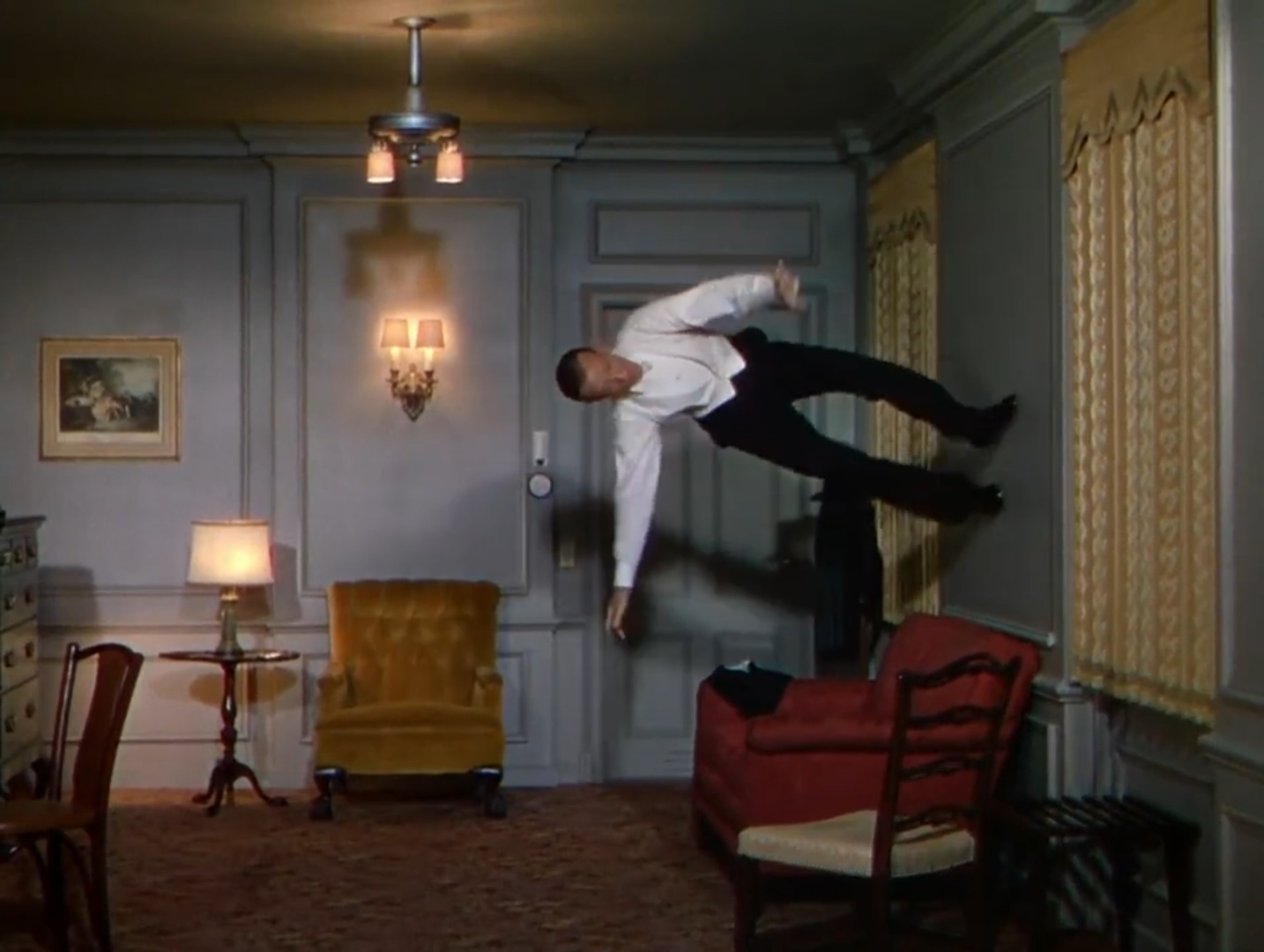
Astaire trong "You're All the World to Me"

Các bài hát được soạn nhạc bởi Burton Lane và được soạn lời bởi Alan Jay Lerner. Các điệu nhảy được biên đạo bởi Nick Castle.
- "Ev'ry Night At Seven": Astaire nhại lại chính mình bằng cách nhảy với chiếc mũ. Sự nổi tiếng của điệu nhảy dựa trên khả năng của Astaire để làm sống động sự vô tri. Buổi độc tấu diễn ra trong phòng tập thể dục của một con tàu, nơi Astaire đang chờ để tập luyện cùng với đối tác Powell,và lặp lại thái độ của Adele Astaire đối với thói quen luyện tập ám ảnh của anh trai cô mà lời bài hát (không được sử dụng và không được công bố) cũng được nhắc đến.   Năm 1997, góa phụ Robyn của Astaire đã cho Dirt Devil sử dụng phiên bản thay đổi kỹ thuật số của cảnh mà chồng cô đã nhảy với sản phẩm của họ trong quảng cáo; tuy nhiên,Ava, con gái của Astaire đã công khai phản đối quảng cáo, ngụ ý rằng họ đã "làm mờ hình ảnh của cha mình" và nói rằng đó là "phản đề của tất cả những gì người cha đáng yêu, hiền lành của tôi đại diện" [6]
- "Open Your Eyes "(Mở mắt ra): Bản waltz này được Powell hát khi bắt đầu một thói quen lãng mạn được nhảy bởi Powell và Astaire trước khán giả trong phòng khiêu vũ của một lớp lót xuyên Đại Tây Dương. Chẳng mấy chốc, một cơn bão làm rung chuyển con tàu và bản song ca được biến thành một thói quen hài hước với các vũ công trượt theo chuyển động của con tàu. Con số này dựa trên một sự cố trong đời thực xảy ra với Fred và Adele Astaire khi họ đi du lịch bằng tàu tới London v[ <span title="This claim needs references to reliable sources. (November 2012)">cần dẫn nguồn</span> ]ào năm 1923.   [ <span title="This claim needs references to reliable sources. (November 2012)">cần dẫn nguồn</span> ]
- "The Happiest Day of My Life"(Ngày hạnh phúc nhất cuộc đời tôi): Nhân vật của Powell hát bản ballad này cho Lawford, với Astaire ngồi bên cây đàn piano.
- "How Could You Believe Me When I Said I Love You When You Know I've Been a Liar All My Life"(Làm thế nào bạn có thể tin tôi khi tôi nói tôi yêu bạn khi bạn biết tôi đã nói dối cả đời) là bài hát có tiêu đề dài nhất trong bất kỳ bài hát nào trong lịch sử âm nhạc MGM. Lần đầu tiên trong sự nghiệp, [7] Astaire gạt bỏ mọi sự sang trọng giả tạo và đắm chìm trong một bài hát truyện tranh và nhảy theo phong cách vaudeville với Powell,và thói quen nhớ lại số "Một cặp đôi phù phép" với Judy Garland trong Lễ diễu hành Phục sinh.   Ở đây, lần thứ hai trong phim, anh dường như nhại lại Gene Kelly bằng cách mặc áo nồi rơm thương hiệu sau này và sử dụng những bước đi và sải[ <span title="This claim needs references to reliable sources. (November 2012)">cần dẫn nguồn</span> ] bước bắt nguồn từ George M. Cohan và được yêu thích nhiều trong vũ đạo của Kelly.   [ <span title="This claim needs references to reliable sources. (November 2012)">cần dẫn nguồn</span> ]
- "Too Late Now"(Quá muộn rồi): Powell hát bản ballad thứ ba của cô, lần này là một tuyên bố về tình yêu với Lawford.
- "You're All the World to Me"(Bạn là cả thế giới đối với tôi": là một trong những bài độc tấu nổi tiếng nhất của mình, Astaire nhảy múa trên tường và trần phòng vì anh ta đã yêu một người phụ nữ xinh đẹp cũng thích nhảy. Ý tưởng đã xảy ra với Astaire vào những năm 1920 và lần đầu tiên được anh đề cập trong ấn phẩm công khai của MGM là[ <span title="This claim needs references to reliable sources. (November 2012)">cần dẫn nguồn</span> ] Lion's Roar năm 1945.   [ <span title="This claim needs references to reliable sources. (November 2012)">cần dẫn nguồn</span> ]
- "I Left My Hat in Haiti": Con số này, về cơ bản là tác phẩm của đạo diễn khiêu vũ Nick Castle,   liên quan đến Powell, Astaire và hợp xướng trong một bài hát và điệu nhảy với chủ đề Caribbean.

## Đón nhận
Theo hồ sơ của MGM, bộ phim đạt doanh thu 2.548.000 đô la ở Mỹ và Canada và 1.354.000 đô la tại các quốc gia khác, mang lại lợi nhuận cho hãng phim là 584.000 đô la. Bộ phim được tạp chí Variety xếp vào danh sách những bộ phim ăn khách hàng đầu năm 1951.
Sau khi phát hành, Bosley Crowther trên tờ New York Times đã viết rằng bộ phim có "nhiều điệu nhảy sôi động và một số bài hát được xử lý thú vị"; Theo Crowther, "Ông Astaire đã sống tốt hơn trong đời - và ông cũng còn tệ hơn nhiều".
Trên trang web tổng hợp đánh giá Rotten Tomatoes, Royal Wedding có số điểm chấp thuận 91% dựa trên 23 đánh giá. Đồng thuận của trang này là: "Nhạc cụ cổ điển MGM, đặc trưng bởi hướng hạm đội của Stanley Donen và một số màn trình diễn vũ đạo tuyệt vời từ ngôi sao Fred Astaire." 

## Giải thưởng và danh dự
Bài hát "Too Late Now" đã được đề cử cho giải Oscar cho ca khúc trong phim hay nhất tại Lễ trao giải Oscar lần thứ 24, trong khi đó,bài hát" In the Cool, Cool, Cool of the evening " của Hoagy Carmichael và Johnny Mercer, xuất hiện trong phim Here Comes the Groom đã bị mất giải thưởng này.
Bộ phim được Viện phim Mỹ công nhận trong các danh sách:
- 2002: Danh sách 100 phim lãng mạn của Viện phim Mỹ - Đề cử [11]
- 2006: Danh sách 100 năm phim ca nhạc của Viện phim Mỹ - Đề cử [12]

## Video gia đình
Vào năm 2007, Warner Home Video đã phát hành Royal Wedding trong một bộ DVD như là một phần của sê-ri "Nhạc kịch cổ điển từ nhà máy giấc mơ", cùng với "ba bộ phim hay nhưng không ngoại lệ của đạo diễn Norman Taurog " và hai bộ phim khác: The Belle of New York và Hải tặc.
Bộ phim sau đó đã được xuất hiện trong một tập phim của Insomnia. Nó cũng được phân phối thông qua phim Corinth.
Các bài hát được liệt kê ở trên đã được MGM xuất bản trên bản ghi phát dài 10 inch được ghi ở mức 33 1/3 RPM (MGM E-543).
Bài hát "Sunday Jumps" được Mel Gibson tham khảo trong What Women Want và David Byrne trong bộ phim hoà nhạc Talking Heads Stop Making Sense.Bài hát cũng được nhại lại bởi chú ếch Kermit trong The Great Muppet Caper. 